# Tony Award de la meilleure reprise d'une pièce
Le Tony Award de la meilleure reprise d'une pièce n'est décerné que depuis 1994. Avant cela, les pièces de théâtre et les comédies musicales étaient considérées ensemble dans la catégorie Tony Award de la meilleure reprise. Le prix est décerné à la meilleure pièce non musicale jouée à Broadway. Le prix revient aux producteurs de la pièce.

## Gagnants et nommés

### Années 1990
| Année                              | Pièce                              | Auteur |
| ---------------------------------- | ---------------------------------- | ------ |
| 1994 48e cérémonie des Tony Awards |                                    |        |
| An Inspector Calls                 | J. B. Priestley                    |        |
| Abe Lincoln in Illinois            | Robert E. Sherwood                 |        |
| Medea                              | Euripide                           |        |
| Timon of Athens                    | William Shakespeare                |        |
| 1995 49e cérémonie des Tony Awards |                                    |        |
| The Heiress                        | Augustus Goetz et Ruth Goetz       |        |
| Hamlet                             | William Shakespeare                |        |
| The Molière Comedies               | Molière                            |        |
| The Rose Tattoo                    | Tennessee Williams                 |        |
| 1996 50e cérémonie des Tony Awards |                                    |        |
| A Delicate Balance                 | Edward Albee                       |        |
| A Midsummer Night's Dream          | William Shakespeare                |        |
| Inherit the Wind                   | Jerome Lawrence et Robert E. Lee   |        |
| 1997 51e cérémonie des Tony Awards |                                    |        |
| A Doll's House                     | Henrik Ibsen                       |        |
| London Assurance                   | Dion Boucicault                    |        |
| Present Laughter                   | Noël Coward                        |        |
| The Gin Game                       | Donald L. Coburn                   |        |
| 1998 52e cérémonie des Tony Awards |                                    |        |
| A View from the Bridge             | Arthur Miller                      |        |
| Ah, Wilderness!                    | Eugene O'Neill                     |        |
| The Chairs                         | Eugène Ionesco                     |        |
| The Diary of Anne Frank            | Frances Goodrich et Albert Hackett |        |
| 1999 53e cérémonie des Tony Awards |                                    |        |
| Death of a Salesman                | Arthur Miller                      |        |
| Electra                            | Sophocle                           |        |
| The Iceman Cometh                  | Eugene O'Neill                     |        |
| Twelfth Night                      | William Shakespeare                |        |

### Années 2000
| Année                                                    | Pièce                            | Auteur |
| -------------------------------------------------------- | -------------------------------- | ------ |
| 2000 54e cérémonie des Tony Awards                       |                                  |        |
| The Real Thing                                           | Tom Stoppard                     |        |
| Amadeus                                                  | Peter Shaffer                    |        |
| A Moon for the Misbegotten                               | Eugene O'Neill                   |        |
| The Price                                                | Arthur Miller                    |        |
| 2001 55e cérémonie des Tony Awards                       |                                  |        |
| One Flew Over the Cuckoo's Nest                          | Dale Wasserman                   |        |
| Betrayal                                                 | Harold Pinter                    |        |
| The Best Man                                             | Gore Vidal                       |        |
| The Search for Signs of Intelligent Life in the Universe | Jane Wagner                      |        |
| 2002 56e cérémonie des Tony Awards                       |                                  |        |
| Private Lives                                            | Noël Coward                      |        |
| The Crucible                                             | Arthur Miller                    |        |
| Morning's at Seven                                       | Paul Osborn                      |        |
| Noises Off                                               | Michael Frayn                    |        |
| 2003 57e cérémonie des Tony Awards                       |                                  |        |
| Long Day's Journey into Night                            | Eugene O'Neill                   |        |
| A Day in the Death of Joe Egg                            | Peter Nichols                    |        |
| Dinner at Eight                                          | Edna Ferber et George S. Kaufman |        |
| Frankie and Johnny in the Clair de Lune                  | Terrence McNally                 |        |
| 2004 58e cérémonie des Tony Awards                       |                                  |        |
| Henry IV                                                 | William Shakespeare              |        |
| Jumpers                                                  | Tom Stoppard                     |        |
| King Lear                                                | William Shakespeare              |        |
| A Raisin in the Sun                                      | Lorraine Hansberry               |        |
| 2005 59e cérémonie des Tony Awards                       |                                  |        |
| Glengarry Glen Ross                                      | David Mamet                      |        |
| On Golden Pond                                           | Ernest Thompson                  |        |
| Twelve Angry Men                                         | Reginald Rose                    |        |
| Who's Afraid of Virginia Woolf?                          | Edward Albee                     |        |
| 2006 60e cérémonie des Tony Awards                       |                                  |        |
| Awake and Sing!                                          | Clifford Odets                   |        |
| The Constant Wife                                        | W. Somerset Maugham              |        |
| Faith Healer                                             | Brian Friel                      |        |
| Seascape                                                 | Edward Albee                     |        |
| 2007 61e cérémonie des Tony Awards                       |                                  |        |
| Journey's End                                            | R. C. Sherriff                   |        |
| Inherit the Wind                                         | Jerome Lawrence et Robert E. Lee |        |
| Talk Radio                                               | Eric Bogosian                    |        |
| Translations                                             | Brian Friel                      |        |
| 2008 62e cérémonie des Tony Awards                       |                                  |        |
| Boeing Boeing                                            | Marc Camoletti                   |        |
| The Homecoming                                           | Harold Pinter                    |        |
| Les Liaisons Dangereuses                                 | Christopher Hampton              |        |
| Macbeth                                                  | William Shakespeare              |        |
| 2009 63e cérémonie des Tony Awards                       |                                  |        |
| The Norman Conquests                                     | Alan Ayckbourn                   |        |
| Joe Turner's Come and Gone                               | August Wilson                    |        |
| Mary Stuart                                              | Friedrich Schiller               |        |
| Waiting for Godot                                        | Samuel Beckett                   |        |

### Années 2010
| Année                              | Pièce                            | Auteur |
| ---------------------------------- | -------------------------------- | ------ |
| 2010 64e cérémonie des Tony Awards |                                  |        |
| Fences                             | August Wilson                    |        |
| Lend Me a Tenor                    | Ken Ludwig                       |        |
| The Royal Family                   | Edna Ferber et George S. Kaufman |        |
| A View from the Bridge             | Arthur Miller                    |        |
| 2011 65e cérémonie des Tony Awards |                                  |        |
| The Normal Heart                   | Larry Kramer                     |        |
| Arcadia                            | Tom Stoppard                     |        |
| The Importance of Being Earnest    | Oscar Wilde                      |        |
| The Merchant of Venice             | William Shakespeare              |        |
| 2012 66e cérémonie des Tony Awards |                                  |        |
| Death of a Salesman                | Arthur Miller                    |        |
| The Best Man                       | Gore Vidal                       |        |
| Master Class                       | Terrence McNally                 |        |
| Wit                                | Margaret Edson                   |        |
| 2013 67e cérémonie des Tony Awards |                                  |        |
| Who's Afraid of Virginia Woolf?    | Edward Albee                     |        |
| Golden Boy                         | Clifford Odets                   |        |
| Orphans                            | Lyle Kessler                     |        |
| The Trip to Bountiful              | Horton Foote                     |        |
| 2014 68e cérémonie des Tony Awards |                                  |        |
| A Raisin in the Sun                | Lorraine Hansberry               |        |
| The Cripple of Inishmaan           | Martin McDonagh                  |        |
| The Glass Menagerie                | Tennessee Williams               |        |
| Twelfth Night                      | William Shakespeare              |        |
| 2015 69e cérémonie des Tony Awards |                                  |        |
| Skylight                           | David Hare                       |        |
| The Elephant Man                   | Bernard Pomerance                |        |
| This Is Our Youth                  | Kenneth Lonergan                 |        |
| You Can't Take It With You         | Moss Hart et George S. Kaufman   |        |
| 2016 70e cérémonie des Tony Awards |                                  |        |
| A View from the Bridge             | Arthur Miller                    |        |
| Blackbird                          | David Harrower                   |        |
| The Crucible                       | Arthur Miller                    |        |
| Long Day's Journey Into Night      | Eugene O'Neill                   |        |
| Noises Off                         | Michael Frayn                    |        |
| 2017 71e cérémonie des Tony Awards |                                  |        |
| Jitney                             | August Wilson                    |        |
| The Little Foxes                   | Lillian Hellman                  |        |
| Present Laughter                   | Noël Coward                      |        |
| Six Degrees of Separation          | John Guare                       |        |
| 2018 72e cérémonie des Tony Awards |                                  |        |
| Angels in America                  | Tony Kushner                     |        |
| The Iceman Cometh                  | Eugene O'Neill                   |        |
| Lobby Hero                         | Kenneth Lonergan                 |        |
| Three Tall Women                   | Edward Albee                     |        |
| Travesties                         | Tom Stoppard                     |        |
| 2019 73e cérémonie des Tony Awards |                                  |        |
| The Boys in the Band               | Mart Crowley                     |        |
| All My Sons                        | Arthur Miller                    |        |
| Burn This                          | Lanford Wilson                   |        |
| Torch Song                         | Harvey Fierstein                 |        |
| The Waverly Gallery                | Kenneth Lonergan                 |        |

### Années 2020
| Année                                                                    | Pièce                  | Auteur |
| ------------------------------------------------------------------------ | ---------------------- | ------ |
| 2020 74e cérémonie des Tony Awards                                       |                        |        |
| A Soldier's Play                                                         | Charles Fuller         |        |
| Betrayal                                                                 | Harold Pinter          |        |
| Frankie and Johnny in the Clair de Lune                                  | Terrence McNally       |        |
| 2022 75e cérémonie des Tony Awards                                       |                        |        |
| Take Me Out                                                              | Richard Greenberg      |        |
| American Buffalo                                                         | David Mamet            |        |
| For Colored Girls Who Have Considered Suicide / When the Rainbow Is Enuf | Ntozake Shange         |        |
| How I Learned to Drive                                                   | Paula Vogel            |        |
| Trouble in Mind                                                          | Alice Childress        |        |
| 2023 76e cérémonie des Tony Awards                                       |                        |        |
| Topdog/Underdog                                                          | Suzan-Lori Parks       |        |
| A Doll's House                                                           | Henrik Ibsen           |        |
| The Piano Lesson                                                         | August Wilson          |        |
| The Sign in Sidney Brustein's Window                                     | Lorraine Hansberry     |        |
| 2024 77e cérémonie des Tony Awards                                       |                        |        |
| Appropriate                                                              | Branden Jacobs-Jenkins |        |
| An Enemy of the People                                                   | Henrik Ibsen           |        |
| Purlie Victorious: A Non-Confederate Romp through the Cotton Patch       | Ossie Davis            |        |
| 2025 78e cérémonie des Tony Awards                                       |                        |        |
| Eureka Day                                                               | Jonathan Spector       |        |
| Our Town                                                                 | Jeffrey Richards       |        |
| Romeo + Juliet                                                           | William Shakespeare    |        |
| Yellow Face                                                              | David Henry Hwang      |        |